# Rusland i Eurovision Song Contest
Rusland har deltaget op til flere gange siden deres Eurovision Song Contest debut i 1994. De lagde ud med en top 10 placering, da Youddiph skaffede landet en 9. plads. Derefter gik de en mørk periode i møde, hvor de ellers sendte deres to allerstørste stjerner, Philipp Kirkorov og Alla Pugacheva, som blot skaffede dem henholdsvis en 17. og en 15. plads.
Rusland tog en pause på 2 år fra konkurrencen, og kom meget stærkt igen i 2000 med Alsou, som skaffede dem en 2. plads. Dima Bilan gentog successen i 2006, med endnu en 2. plads, med sangen "Never ever let you go". Han gjorde det dog endnu bedre da han medvirkede igen, to år senere, og vandt hele konkurrencen med sangen "Believe".
Årene efter Bilans sejr har været relativt gode for Rusland, der har nydt både anden- og tredjepladser, heriblandt kan nævnes Sergey Lazarev, der kun har opnået tredjepladser. Rusland gjorde sig især bemærket i 2012, da de sendte seks bedstemødre på scenen. De endte med en andenplads. De følgende år har været succesfulde, hvor de er kommet højt på pointlisten, dog uden sejr.
I 2017 blev Rusland udelukket fra konkurrencen i Ukraine, fordi de ikke ønskede at transmitere udsendelsen. Julia Samoilova skulle have optrådt på scenen, men måtte vente til næste år med en ny sang, hvor hun ikke klarede sig igennem semifinalen.
I 2022 blev Rusland udelukket på grund af invasionen af Ukraine i februar.

## Repræsentanter
Nøgle
     Vinder
     Anden plads
     Tredje plads
     Sidste plads
     Deltager valgt, men konkurrerede ikke
| År                           | Kunstner               | Sang                                                 | Sprog              | Oversættelse            | Finale             | Point              | Semi                                      | Point                                     |
| ---------------------------- | ---------------------- | ---------------------------------------------------- | ------------------ | ----------------------- | ------------------ | ------------------ | ----------------------------------------- | ----------------------------------------- |
| 1994                         | Youddiph               | "Vetjnij strannik" (Вечный странник)                 | Russisk            | Evige vandrer           | 9                  | 70                 | Ingen semifinaler                         | Ingen semifinaler                         |
| 1995                         | Philipp Kirkorov       | "Kolibelnaja dlja vulkana" (Колыбельная для вулкана) | Russisk            | Vuggevise til en vulkan | 17                 | 17                 | Ingen semifinaler                         | Ingen semifinaler                         |
| 1996                         | Andrej Kosinksij       | "Ja eto ja" (Я это я)                                | Russisk            | Jeg er hvad jeg er      | Ikke kvalificeret  | Ikke kvalificeret  | 26                                        | 14                                        |
| 1997                         | Alla Pugatjova         | "Primadonna" (Примадонна)                            | Russisk            | Primadonna              | 15                 | 33                 | Ingen semifinaler                         | Ingen semifinaler                         |
| Deltog ikke i 1998 og 1999   |                        |                                                      |                    |                         |                    |                    |                                           |                                           |
| 2000                         | Alsou                  | "Solo"                                               | Engelsk            | —                       | 2                  | 155                | Ingen semifinaler                         | Ingen semifinaler                         |
| 2001                         | Mumiy Troll            | "Lady Alpine Blue"                                   | Engelsk            | —                       | 12                 | 37                 | Ingen semifinaler                         | Ingen semifinaler                         |
| 2002                         | Premiere Minister      | "Northern Girl"                                      | Engelsk            | Nordlig pige            | 10                 | 55                 | Ingen semifinaler                         | Ingen semifinaler                         |
| 2003                         | t.A.T.u                | "Ne ver', ne bojsja" (Не верь, не бойся)             | Russisk            | Tro ikke, frygt ikke    | 3                  | 164                | Ingen semifinaler                         | Ingen semifinaler                         |
| 2004                         | Julia Savitjeva        | "Believe Me"                                         | Engelsk            | Tro mig                 | 11                 | 67                 | Top 10 året før                           | Top 10 året før                           |
| 2005                         | Natalja Podolskaja     | "Nobody Hurt No One"                                 | Engelsk            | Ingen skader nogen      | 15                 | 57                 | Blandt de 10 bedste udover Big 4 året før | Blandt de 10 bedste udover Big 4 året før |
| 2006                         | Dima Bilan             | "Never Let You Go"                                   | Engelsk            | Aldrig lade dig gå      | 2                  | 248                | 3                                         | 217                                       |
| 2007                         | Serebro                | "Song #1"                                            | Engelsk            | Sang nr. 1              | 3                  | 207                | Top 10 året før                           | Top 10 året før                           |
| 2008                         | Dima Bilan             | "Believe"                                            | Engelsk            | Tro mig                 | 1                  | 272                | 3                                         | 135                                       |
| 2009                         | Anastasija Prikhodko   | "Mamo" (Мамо)                                        | Russisk, ukrainsk  | Mor                     | 11                 | 91                 | Værtsland                                 | Værtsland                                 |
| 2010                         | Peter Nalitj & Friends | "Lost and Forgotten"                                 | Engelsk            | Mistet og glemt         | 11                 | 90                 | 7                                         | 74                                        |
| 2011                         | Aleksej Vorobjov       | "Get You"                                            | Engelsk, russisk   | Få dig                  | 16                 | 77                 | 9                                         | 64                                        |
| 2012                         | Buranovskie Babusjki   | "Party for Everybody"                                | Udmurtisk, russisk | Fest for alle           | 2                  | 259                | 1                                         | 152                                       |
| 2013                         | Dina Garipova          | "What If"                                            | Engelsk            | Hvad nu hvis            | 5                  | 174                | 2                                         | 156                                       |
| 2014                         | The Tolmachevy Sisters | "Shine"                                              | Engelsk            | Skinne                  | 7                  | 89                 | 6                                         | 63                                        |
| 2015                         | Polina Gagarina        | "A Million Voices"                                   | Engelsk            | En million stemmer      | 2                  | 303                | 1                                         | 182                                       |
| 2016                         | Sergey Lazarev         | "You Are the Only One"                               | Engelsk            | Du er den eneste ene    | 3                  | 491                | 1                                         | 342                                       |
| 2017                         | Julia Samoilova        | "Flame Is Burning"                                   | Engelsk            | Flammen brænder         | Udelukket          | Udelukket          | Udelukket                                 | Udelukket                                 |
| 2018                         | Julia Samoilova        | I Won't Break                                        | Engelsk            | Jeg vil ikke bryde      | Ikke kvalificeret  | Ikke kvalificeret  | 15                                        | 65                                        |
| 2019                         | Sergey Lazarev         | "Scream"                                             | Engelsk            | Skrig                   | 3                  | 370                | 6                                         | 217                                       |
| 2020                         | Little Big             | "Uno"                                                | Engelsk, spansk    | En                      | Konkurrence aflyst | Konkurrence aflyst | Konkurrence aflyst                        | Konkurrence aflyst                        |
| 2021                         | Manizha                | "Russian Woman"                                      | Russisk, engelsk   | Russisk kvinde          | 9                  | 204                | 3                                         | 225                                       |
| Har ikke deltaget siden 2021 |                        |                                                      |                    |                         |                    |                    |                                           |                                           |

## Pointstatistik (1994-2021)

### Flest point til og fra - top 5
NB: Kun point givet i finalerne er talt med.
| Rusland har givet point til | Rusland har givet point til | Rusland har givet point til |
| Placering                   | Land                        | Point                       |
| --------------------------- | --------------------------- | --------------------------- |
| 1                           | Aserbajdsjan                | 124                         |
| 2                           | Ukraine                     | 108                         |
| 3                           | Armenien                    | 91                          |
| 4                           | Moldova                     | 79                          |
| 5                           | Grækenland                  | 76                          |

| Rusland har modtaget point fra | Rusland har modtaget point fra | Rusland har modtaget point fra |
| Placering                      | Land                           | Point                          |
| ------------------------------ | ------------------------------ | ------------------------------ |
| 1                              | Estland                        | 187                            |
| 2                              | Letland                        | 175                            |
| 3                              | Hviderusland                   | 166                            |
| 4                              | Moldova                        | 148                            |
| 5                              | Israel                         | 141                            |

### 12 point til og fra
NB: Kun 12 point givet i finalerne er talt med.
| Rusland har modtaget 12 point fra | Rusland har modtaget 12 point fra                                  | Rusland har modtaget 12 point fra                                                                                |
| År                                | Jury                                                               | Televoting |
| --------------------------------- | ------------------------------------------------------------------ | --- |
| 1997                              | Slovenien                                                          | Ingen separat televoting                                                                                         |
| 2000                              | Cypern, Kroatien, Malta, Rumænien                                  | Ingen separat televoting                                                                                         |
| 2003                              | Estland, Kroatien, Letland, Slovenien, Ukraine                     | Ingen separat televoting                                                                                         |
| 2004                              | Hviderusland                                                       | Ingen separat televoting                                                                                         |
| 2005                              | Hviderusland                                                       | Ingen separat televoting                                                                                         |
| 2006                              | Armenien, Finland, Hviderusland, Israel, Letland, Litauen, Ukraine | Ingen separat televoting                                                                                         |
| 2007                              | Armenien, Estland, Hviderusland                                    | Ingen separat televoting                                                                                         |
| 2008                              | Armenien, Estland, Hviderusland, Israel, Letland, Litauen, Ukraine | Ingen separat televoting                                                                                         |
| 2009                              | Armenien                                                           | Ingen separat televoting                                                                                         |
| 2010                              | Hviderusland                                                       | Ingen separat televoting                                                                                         |
| 2012                              | Hviderusland                                                       | Ingen separat televoting                                                                                         |
| 2013                              | Estland, Letland                                                   | Ingen separat televoting                                                                                         |
| 2014                              | Aserbajdsjan, Hviderusland                                         | Ingen separat televoting                                                                                         |
| 2015                              | Armenien, Aserbajdsjan, Estland, Hviderusland, Tyskland            | Ingen separat televoting                                                                                         |
| 2016                              | Aserbajdsjan, Cypern, Grækenland, Hviderusland                     | Armenien, Aserbajdsjan, Bulgarien, Estland, Hviderusland, Letland, Moldova, Serbien, Tyskland, Ukraine           |
| 2019                              | Aserbajdsjan                                                       | Albanien, Armenien, Aserbajdsjan, Estland, Hviderusland, Israel, Letland, Litauen, Moldova, San Marino, Tjekkiet |
| 2021                              | Aserbajdsjan                                                       | Moldova |

| Rusland har givet 12 point til | Rusland har givet 12 point til | Rusland har givet 12 point til |
| År                             | Jury                           | Televoting                     |
| ------------------------------ | ------------------------------ | ------------------------------ |
| 1994                           | Irland                         | Ingen separat televoting       |
| 1995                           | Norge                          | Ingen separat televoting       |
| 1997                           | Storbritannien                 | Ingen separat televoting       |
| 2000                           | Danmark                        | Ingen separat televoting       |
| 2001                           | Frankrig                       | Ingen separat televoting       |
| 2002                           | Rumænien                       | Ingen separat televoting       |
| 2003                           | Rumænien                       | Ingen separat televoting       |
| 2004                           | Ukraine                        | Ingen separat televoting       |
| 2005                           | Malta                          | Ingen separat televoting       |
| 2006                           | Armenien                       | Ingen separat televoting       |
| 2007                           | Hviderusland                   | Ingen separat televoting       |
| 2008                           | Armenien                       | Ingen separat televoting       |
| 2009                           | Norge                          | Ingen separat televoting       |
| 2010                           | Armenien                       | Ingen separat televoting       |
| 2011                           | Aserbajdsjan                   | Ingen separat televoting       |
| 2012                           | Sverige                        | Ingen separat televoting       |
| 2013                           | Aserbajdsjan                   | Ingen separat televoting       |
| 2014                           | Hviderusland                   | Ingen separat televoting       |
| 2015                           | Italien                        | Ingen separat televoting       |
| 2016                           | Armenien                       | Armenien                       |
| 2018                           | Moldova                        | Moldova                        |
| 2019                           | Aserbajdsjan                   | Aserbajdsjan                   |
| 2021                           | Moldova                        | Cypern                         |

### Flest point til og fra - alle lande
NB: Kun point givet i finalerne er talt med.
| Rusland har givet point til | Rusland har givet point til | Rusland har givet point til |
| Placering                   | Land                        | Point                       |
| --------------------------- | --------------------------- | --------------------------- |
| 1                           | Aserbajdsjan                | 124                         |
| 2                           | Ukraine                     | 108                         |
| 3                           | Armenien                    | 91                          |
| 4                           | Moldova                     | 79                          |
| 5                           | Grækenland                  | 76                          |
| 6                           | Norge                       | 70                          |
| 7                           | Frankrig                    | 66                          |
| 8                           | Cypern                      | 65                          |
| 9                           | Israel                      | 50                          |
| =                           | Malta                       | 50                          |
| 11                          | Sverige                     | 49                          |
| 12                          | Italien                     | 47                          |
| 13                          | Georgien                    | 45                          |
| 14                          | Estland                     | 41                          |
| =                           | Hviderusland                | 41                          |
| 16                          | Rumænien                    | 39                          |
| 17                          | Storbritannien              | 38                          |
| =                           | Tyskland                    | 38                          |
| 19                          | Belgien                     | 36                          |
| 20                          | Slovenien                   | 35                          |
| 21                          | Danmark                     | 34                          |
| 22                          | Litauen                     | 31                          |
| 23                          | Letland                     | 23                          |
| 24                          | Holland                     | 22                          |
| =                           | Irland                      | 22                          |
| =                           | Spanien                     | 22                          |
| 27                          | Island                      | 20                          |
| =                           | Schweiz                     | 20                          |
| 29                          | Australien                  | 19                          |
| 30                          | Kroatien                    | 17                          |
| =                           | Østrig                      | 17                          |
| 32                          | Finland                     | 16                          |
| =                           | Serbien                     | 16                          |
| =                           | Serbien og Montenegro       | 16                          |
| =                           | Tyrkiet                     | 16                          |
| 36                          | Ungarn                      | 15                          |
| 37                          | Nordmakedonien              | 11                          |
| =                           | Polen                       | 11                          |
| 39                          | Bulgarien                   | 10                          |
| 40                          | Bosnien-Hercegovina         | 6                           |
| 41                          | San Marino                  | 5                           |
| 42                          | Portugal                    | 4                           |
| 43                          | Albanien                    | 3                           |
| 44                          | Tjekkiet                    | 2                           |
| 45                          | Andorra                     | 0                           |
| =                           | Jugoslavien                 | 0                           |
| =                           | Luxembourg                  | 0                           |
| =                           | Marokko                     | 0                           |
| =                           | Monaco                      | 0                           |
| =                           | Montenegro                  | 0                           |
| x                           | Slovakiet                   | 0                           |

| Rusland har modtaget point fra | Rusland har modtaget point fra | Rusland har modtaget point fra |
| Placering                      | Land                           | Point                          |
| ------------------------------ | ------------------------------ | ------------------------------ |
| 1                              | Estland                        | 187                            |
| 2                              | Letland                        | 175                            |
| 3                              | Hviderusland                   | 166                            |
| 4                              | Moldova                        | 148                            |
| 5                              | Israel                         | 141                            |
| 6                              | Cypern                         | 129                            |
| =                              | Litauen                        | 129                            |
| 8                              | Armenien                       | 126                            |
| 9                              | Aserbajdsjan                   | 121                            |
| 10                             | Ukraine                        | 120                            |
| 11                             | Grækenland                     | 112                            |
| 12                             | Tyskland                       | 95                             |
| 13                             | Malta                          | 85                             |
| 14                             | Kroatien                       | 82                             |
| 15                             | Rumænien                       | 80                             |
| =                              | Slovenien                      | 80                             |
| 17                             | Finland                        | 79                             |
| 18                             | Serbien                        | 73                             |
| 19                             | Irland                         | 70                             |
| =                              | Montenegro                     | 70                             |
| 21                             | Bulgarien                      | 69                             |
| 22                             | Spanien                        | 67                             |
| 23                             | Island                         | 66                             |
| =                              | Portugal                       | 66                             |
| 25                             | Nordmakedonien                 | 64                             |
| 26                             | Georgien                       | 63                             |
| 27                             | Frankrig                       | 58                             |
| =                              | Tjekkiet                       | 58                             |
| 29                             | Sverige                        | 57                             |
| 30                             | Polen                          | 56                             |
| 31                             | Ungarn                         | 55                             |
| =                              | Østrig                         | 55                             |
| 32                             | Norge                          | 54                             |
| 33                             | Albanien                       | 52                             |
| 34                             | San Marino                     | 50                             |
| =                              | Storbritannien                 | 50                             |
| 36                             | Belgien                        | 48                             |
| 37                             | Holland                        | 47                             |
| 38                             | Italien                        | 43                             |
| =                              | Tyrkiet                        | 43                             |
| 40                             | Danmark                        | 42                             |
| 41                             | Bosnien-Hercegovina            | 29                             |
| 42                             | Schweiz                        | 21                             |
| 43                             | Australien                     | 20                             |
| 44                             | Andorra                        | 14                             |
| 45                             | Slovakiet                      | 9                              |
| 46                             | Serbien og Montenegro          | 6                              |
| 47                             | Jugoslavien                    | 0                              |
| =                              | Luxembourg                     | 0                              |
| =                              | Marokko                        | 0                              |
| =                              | Monaco                         | 0                              |

## Vært
| År   | By     | Scene                   | Værter                                                  |
| ---- | ------ | ----------------------- | ------------------------------------------------------- |
| 2009 | Moskva | Olimpiisky Indoor Arena | Natalya Vodyanova, Andrey Malakhov, Alsou & Ivan Urgant |

## Kommentatorer og jurytalsmænd
| År   | Kommentator                                                                          | Jurytalsmand              |
| ---- | ------------------------------------------------------------------------------------ | ------------------------- |
| 1993 | Vadim Dolgatjov                                                                      | Deltog ikke               |
| 1994 | Sergey Antipov                                                                       | Irina Klenskaja           |
| 1995 | Ingen kommentator                                                                    | Marina Danieljan          |
| 1996 | Vadim Dolgatjov                                                                      | Deltog ikke               |
| 1997 | Philipp Kirkorov & Sergey Antipov                                                    | Arina Sjarapova           |
| 1998 | Ingen udsendelse                                                                     | Deltog ikke               |
| 1999 | Aleksej Sjuravlev & Tatjana Godunova                                                 | Deltog ikke               |
| 2000 | Aleksej Sjuravlev & Tatjana Godunova                                                 | Sjanna Agalakova          |
| 2001 | Alexander Anatolievitj & Konstantin Mikhailov                                        | Larisa Verbikaja          |
| 2002 | Juri Aksjuta & Elena Batinova                                                        | Arina Sjarapova           |
| 2003 | Juri Aksjuta & Elena Batinova                                                        | Jana Tjurikova            |
| 2004 | Juri Aksjuta & Elena Batinova                                                        | Jana Tjurikova            |
| 2005 | Juri Aksjuta & Elena Batinova                                                        | Jana Tjurikova            |
| 2006 | Juri Aksjuta & Tatjana Godunova                                                      | Jana Tjurikova            |
| 2007 | Juri Aksjuta & Elena Batinova                                                        | Jana Tjurikova            |
| 2008 | Dmitrij Guberniev & Olga Sjelest                                                     | Oksana Fedorova           |
| 2009 | Jana Tjurikova (Alle shows) Aleksej Manujlov (semifinaler) Philipp Kirkorov (Finale) | Ingeborga Dapkūnaitė      |
| 2010 | Dmitrij Guberniev & Olga Sjelest                                                     | Oksana Fedorova           |
| 2011 | Juri Aksjuta & Jana Tjurikova                                                        | Dima Bilan                |
| 2012 | Dmitrij Guberniev & Olga Sjelest                                                     | Oksana Fedorova           |
| 2013 | Juri Aksjuta & Jana Tjurikova                                                        | Alsou                     |
| 2014 | Juri Guberniev & Olga Sjelest                                                        | Alsou                     |
| 2015 | Juri Aksjuta & Jana Tjurikova                                                        | Dmitrij Sjepelev          |
| 2016 | Dmitrij Guberniev & Ernest Mackevičius                                               | Anna "Njusja" Sjurotjkina |
| 2017 | Ingen udsendelse                                                                     | Deltog ikke               |
| 2018 | Juri Aksjuta & Jana Tjurikova                                                        | Alsou                     |
| 2019 | Dmitrij Guberniev & Olga Sjelest                                                     | Ivan Bessonov             |
| 2021 | Juri Aksjuta & Jana Tjurikova                                                        | Polina Gagarina           |

## Galleri
- Serebro i Helsinki (2007)
- Dima Bilan i Beograd (2008)